# 小花聂拉木龙胆
小花聂拉木龙胆（学名：Gentiana nyalamensis var. parviflora）为龙胆科龙胆属聂拉木龙胆的变种，为中国的特有植物。分布于中国大陆的西藏等地，生长于海拔4,500米至4,700米的地区，多生长在草地，目前尚未由人工引种栽培。